# Al-Mamun
Abu Jafar al-Ma'mun bin Harun (cũng được phát âm là Almamon) (13 tháng 9 năm 786 - 9 tháng 8 năm 833) là khalip nhà Abbas từ năm 813 đến 833. Ông lên ngôi sau khi đánh bại vua em Al-Amin.

## Cuộc nội chiến Abbas
Năm 802 khalip Harun Al-Rashid, chọn con thứ Al-Amin làm người kế vị, con trưởng Al-Mamun làm tỉnh trưởng Khurasan đồng thời phong Al-Mamun làm khalip kế vị Al-Amin. Al-Mamun là con trưởng, nhưng mẹ ông là một phụ nữ gốc Ba Tư trong khi mẹ Al-Amin là một thành viên của nhà Abbas. Sau khi Harun Al-Rashid qua đời năm 809 tình huynh đệ giữa Al-Mamun và Al-Amin trở nên tồi tệ. Cuối cùng, cuộc chiến tranh giành ngai vàng nổ ra. Đạo quân đến từ Khurasan của Al-Mamun, do Tahir bin Husain (mất năm 821) đánh bại lực lượng của Al-Amin rồi tiến về kinh đô Bagdad. Năm 813, Al-Amin bị xử trảm và Al-Mamun trở thành khalip của đế quốc Hồi giáo.